# ジャン・ニコ

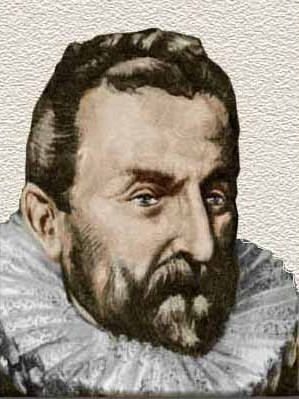
ジャン・ニコ

ジャン・ニコ（Jean Nicot、1530年 – 1604年5月4日）は、フランスの学者、外交官である。フランスにタバコをもたらし、ニコチンの名前の元になった。
南フランスのニームに生まれた。1559年から1561年の間に、5歳のポルトガル王、セバスティアン1世と、フランス王の6歳の娘、マルグリット・ド・ヴァロワとの結婚の交渉をするために、ポルトガルのリスボンにフランス大使として送られた。
フランスに戻る時にタバコをフランスに持ち帰り、薬草としての効能を紹介する手紙を書いた。アンリ3世の母后、カトリーヌ・ド・メディシスがタバコを新しい薬草として愛好するようになり、フランスの上流階級に広まった。はじめタバコはNicotinaと呼ばれ、後にタバコの葉に含まれる成分の名がニコチンと呼ばれるようになった。タバコの属名にカール・フォン・リンネによって、ニコの名前がつけられた。
学者としては、フランス語の辞典Thresor de la langue françoyse tant ancienne que moderneを編集して、1606年に出版した。